# Jesús Urdaneta
Jesús Ernesto Urdaneta Hernández (San Juan de los Morros, Estado Guárico, Venezuela, 21 de febrero de 1952) es un militar y político venezolano.

## Biografía
Egresado de la Promoción “Simón Bolívar II” el año 1975, con el puesto académico número 19 (sobre 75 graduandos). Teniente coronel del Ejército. El 17 de diciembre de 1982 es miembro fundador del Movimiento Bolivariano Revolucionario - 200, junto a Hugo Chávez, Raúl Isaías Baduel y Felipe Acosta Carlez. Como Comandante del Batallón de Infantería Paracaidista "Ramón García de Sena" participa en el primer intento de golpe de Estado de Venezuela de 1992, negándose a rendirse, razón por la cual Hugo Chávez accedió a presentarse en televisión para evitar la muerte de los rebeldes que aún en horas de la tarde continuaban luchando. 
Posteriormente tras salir del cuartel San Carlos de Caracas  después de más de 26 meses de encarcelamiento, Urdaneta es redimido de los cargos por el presidente Rafael Caldera y al poco tiempo es nombrado cónsul en España en la autonomía de Galicia, cargo en cual permanece por 5 años. Al volver a Venezuela Chávez lo designa Director de la Dirección de los Servicios de Inteligencia y Prevención. Fue señalado como responsable de los desaparecidos en Vargas el año 1999 luego de la vaguada.
Posteriormente se rebela a Chávez en el 2000 denunciando corrupción y transferencias hacia las Fuerzas Armadas Revolucionarias de Colombia por más de 300.000 dólares. Llamando a Chávez "traidor a la Patria", denunció el apoyo del gobierno de Hugo Chávez a las Fuerzas Armadas Revolucionarias de Colombia. En el periodo de campaña electoral de Manuel Rosales, Urdaneta en una entrevista en televisión nacional menciona que él: "fue, es, y será golpista hasta su muerte". Desde el año 2002 administra su hacienda en el estado Guárico, retirado de la política.
En el año 2003 publicó  un libro de su vida y sucesos incluyendo principalmente los del 4 de febrero, llamado el "Habla Jesús Urdaneta Hernández (El Comandante Irreductible)". Opuesto al gobierno de Hugo Chávez, firmó contra éste durante el Referéndum presidencial de Venezuela de 2004.